# Schefflera lukwangulensis
Schefflera lukwangulensis là một loài thực vật có hoa trong Họ Cuồng cuồng. Loài này được (Tennant) Bernardi miêu tả khoa học đầu tiên năm 1969.